# 4814 Casacci
4814 Casacci је астероид чија средња удаљеност од Сунца износи 3,228 астрономских јединица (АЈ).
Апсолутна магнитуда астероида је 12,7.